# Källvatten

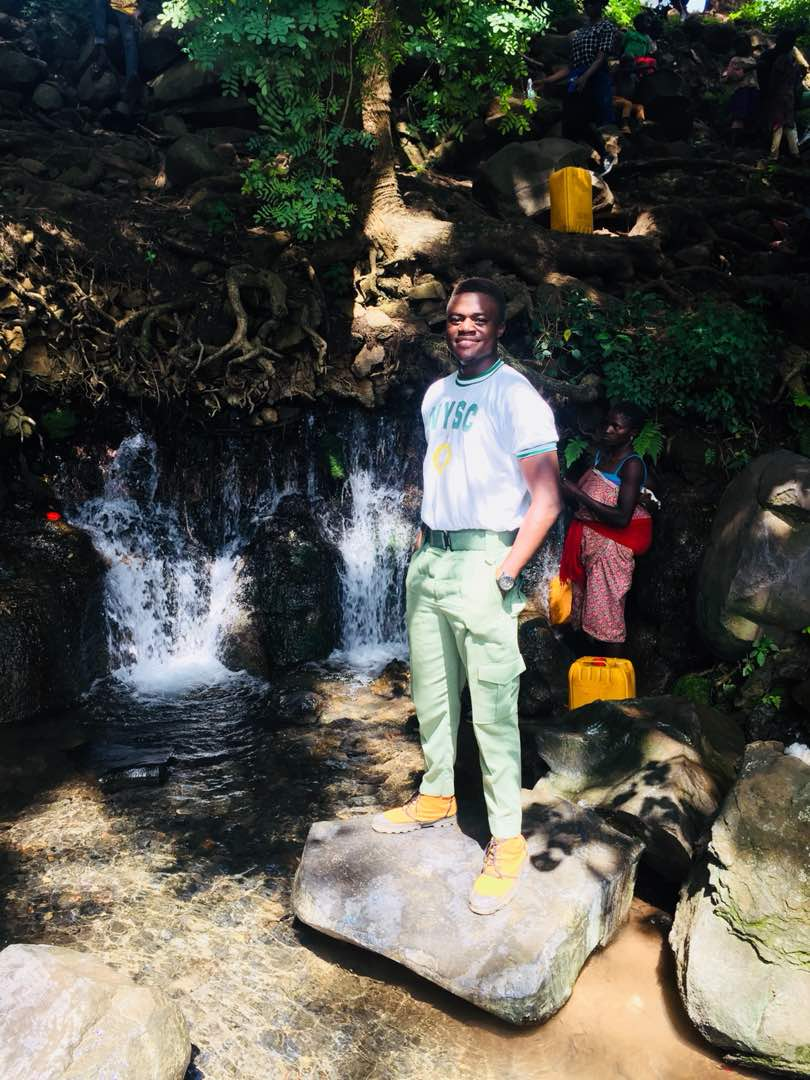
Lokalbefolkningen hämtar naturligt källvatten i Nigeria.

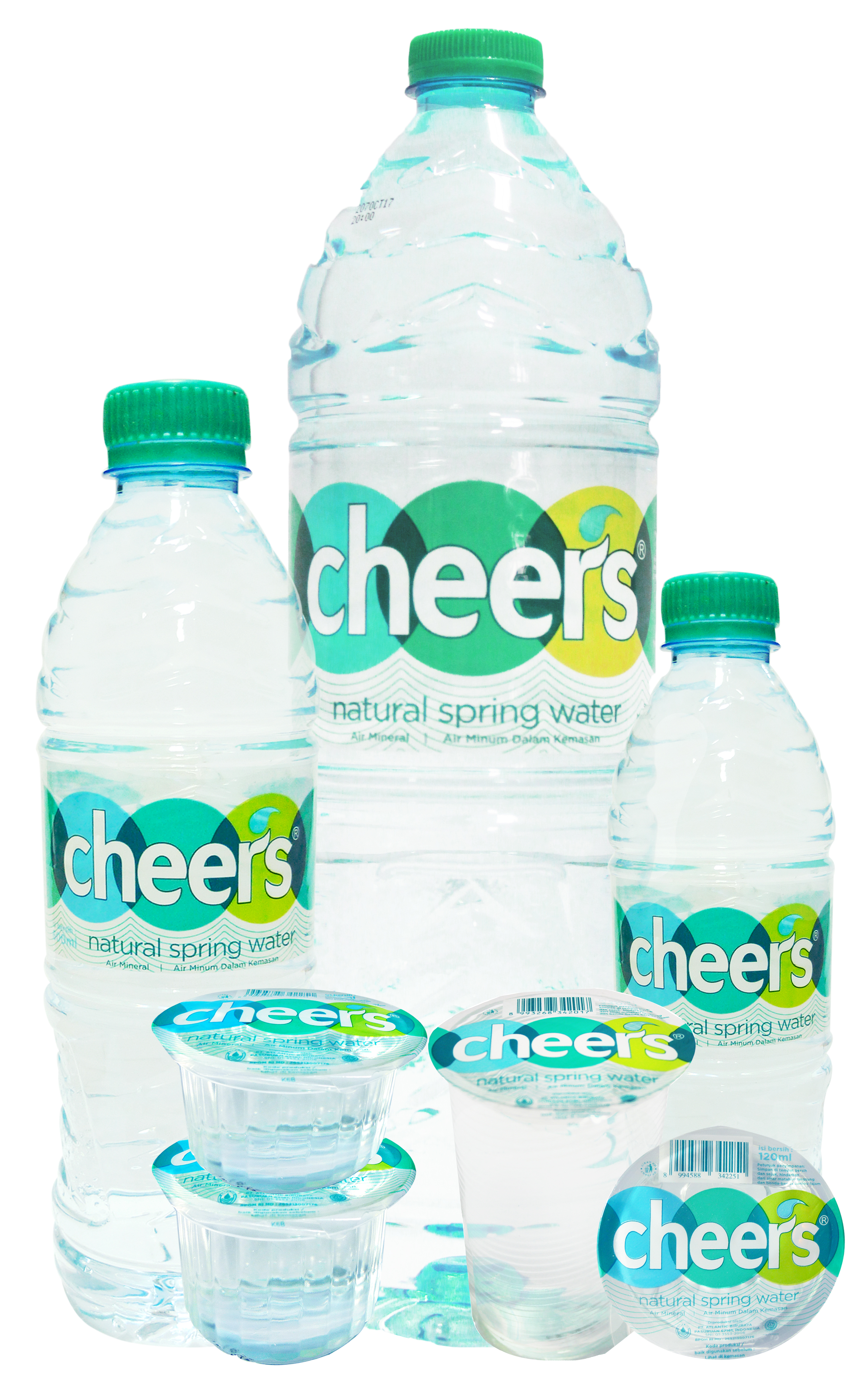
Förpackat källvatten.

Med källvatten avses ett grundvatten som är avsett att användas som dricksvatten i sitt naturliga tillstånd och som förpackas vid vattentäkten.

## Föreskrifter
Det finns bestämmelser och kvalitetskontroller för förpackat källvatten och mineralvatten, där kraven för mineralvatten är mer omfattande än för källvatten. I Sverige är det Livsmedelsverket som ansvarar för dessa och beviljar tillstånd. Råvattentäkter för utvinning av källvatten behöver inte godkännas av Livsmedelsverket, till skillnad från råvattentäkter för mineralvatten. Grundläggande krav för både källvatten och mineralvatten är att råvattnet kommer från en grundvattentäkt, samt att tappningen på flaska eller annan konsumentförpackning sker i direkt anslutning till vattenkällan, det vill säga att vattnet inte transporteras i exempelvis tankar. EU-föreskrifter reglerar hur aktiverad aluminiumoxid får användas för att avlägsna fluorid från källvatten och mineralvatten. I Sverige får mineralvatten innehålla högre mineralhalter än kranvatten, medan källvatten ska vara i paritet med kranvatten.
Varken naturligt mineralvatten eller källvatten får smaksättas, men det är tillåtet att tillsätta kolsyra.

## Folktro
I den svenska folktron hade de naturliga källorna kopplingar till magi. Källvattnet ansågs bland annat kunna bota sjukdomar och krämpor. Källvatten som rann norrut ansågs särskilt kraftfullt och allra bäst effekt ansågs källvattnet ha vid särskilda tidpunkter på året, som midsommar. Källorna underhölls och dekorerades. Det anordnades fester för att hylla källorna och folk offrade silvermynt och andra småsaker till källorna.
Under 1500-talet ansåg Gustav Vasa att det var katolsk vidskepelse att vattnet kunde bringa hälsa. Därför ville han få slut på resor till källorna och traditionerna med offrandet. Det resulterade i att källor täcktes över, men folktron var fortfarande stark och många öppnades igen.